# محسن هنداوي
محسن هنداوي (دسوق 20 مارس 1981- ...)، لاعب كرة قدم مصري، وهو لاعب منتخب مصر لكرة القدم سابقاً ومتخب مصر لكرة القدم العسكرية. لعب كمدافع لنادي سموحة الرياضي. ومن نوادي احترافه السابقة: دسوق وغزل المحلة وطلائع الجيش.

## مسيرته المهنية
لعب محسن هنداوي لصالح الفريق الأول لنادي دسوق الرياضي في الرابعة عشر من عمره، ثم انتقل لنادي غزل المحلة موسم 1999-2000 في العشرين من عمره. حتى أصبح أفضل ظهير أيمن في مصر موسم 2006/ 2007، ثم انتقل إلى طلائع الجيش ثم نادي سموحة. لعب للدوري الممتاز للمرة الأخيرة عام 2013 مع نادي سموحة، ثم انتقل لنادي السكة الحديد في الدرجة الثانية ثم انتقل إلى فريق نادي دسوق مرة أخرى بمسقط رأسه وقرر الاعتزال، ثم عدل عن قراره بالإنتقال إلى فريق شباس الشهداء منذ نهاية 2018 لمدة موسم الانتقالات الشتوية  وعاد ليلعب مع نادي دسوق منذ نهاية ديسمبر 2020 حتى الآن.